# Notte brava a Las Vegas
(Tagline del film)
Notte brava a Las Vegas (What Happens in Vegas) è un film del 2008 diretto da Tom Vaughan, con protagonisti Cameron Diaz e Ashton Kutcher.

## Trama
Joy e Jack, due perfetti sconosciuti newyorkesi, si ritrovano a folleggiare a Las Vegas. Lei è stata appena lasciata dal suo futuro sposo, lui licenziato dal suo stesso padre perché non sa portare i lavori a termine. La mattina seguente, dopo una nottata più che focosa, i due si ritrovano sposati. Entrambi sono decisi ad annullare al più presto il matrimonio ma, a complicare le cose, ci si mette una vincita milionaria fatta alla slot machine, grazie a Jack, però con il quarto di dollaro di Joy.
I due ragazzi si ritrovano nelle mani un assegno da 3 milioni di dollari, ma essendo sposati sono costretti a dividersi la somma. Tornati a New York i due neo-sposi si presentano davanti ad un giudice per ottenere un divorzio sbrigativo, ma il giudice, tradizionalista, costringe Joy e Jack a sei mesi di matrimonio forzato, sei mesi in cui dovranno vivere sotto lo stesso tetto, cercando di far funzionare la loro unione. Tra litigi e dispetti i due finiranno per innamorarsi perdutamente l'uno dell'altra.

## Distribuzione
La pellicola è uscita in Italia il 9 maggio 2008.

## Accoglienza
Il film ha ricevuto durante l'edizione dei Razzie Awards 2008 due nomination come peggior attrice protagonista per Cameron Diaz e peggior coppia per Cameron Diaz e Ashton Kutcher.

### Incassi
La commedia ha guadagnato internazionalmente circa 220 milioni di dollari.